# Przegląd Twórczości Bogusława Schaeffera – Schaefferiada
Przegląd Twórczości Bogusława Schaeffera – Schaefferiada – festiwal poświęcony twórczości muzycznej i dramatycznej Bogusława Schaeffera, organizowany od 2000 co dwa lata przez Polską Filharmonię „Sinfonia Baltica” w Słupsku. Druga edycja festiwalu odbyła się wyjątkowo w roku 2001. 
Wśród uczestników przeglądu znajdują się m.in.: Teatr STU z Krakowa, Teatr Dramatyczny im. Jerzego Szaniawskiego z Płocka, Teatr Syrena z Warszawy. 